# Kaochiaoja arthraxonis
Kaochiaoja arthraxonis är en insektsart som först beskrevs av Takahashi, R. 1921.  Kaochiaoja arthraxonis ingår i släktet Kaochiaoja och familjen långrörsbladlöss. Inga underarter finns listade i Catalogue of Life.